# Katolička Crkva u Ujedinjenim Arapskim Emiratima

Katolička Crkva u Ujedinjenim Arapskim Emiratima dio je svjetske Katoličke Crkve pod duhovnim vodstvom pape i rimske kurije. Procjenjuje se kako okuplja oko milijun vjernika.
Upravno pripadaju Apostolskom vikarijatu Južne Arabije na Arapskom poluotoku, čije se sjedište nalazi u Abu Dhabiju.
Većinu vjernika čine strani radnici (ponajviše iz Filipina, Indije i Afrike), koji su se u većoj mjeri u Emirate počeli doseljavati šezdesetih godina XX. st. Jednako tako, i svećenstvo je višenarodno: u pastoralu djeluju Filipinci, Indijci, Korejci, Ukrajinci te svećenici iz Južne Koreje i Tanzanije te se ovdašnja pastva ubraja među etnički najraznolikije.
U Abu Dhabiju nalaze se katedrala sv. Josipa, crkva sv. Pavla i crkva sv. Terezije, a 1967. ustanovljena je katolička škola sv. Josipa koju vode karmelićanke. Misijski rad zabranjen je šerijatskim zakonom.
Papa Franjo posjetio je Emirate od 3. do 5. veljače 2019. godine i tom je prigodom supotpisao Deklaraciju o ljudskom bratstvu u Abu Dhabiju. Geslo papinog putovanja bilo je: „Učini me sredstvom svoga mira“.
U Emiratima se nalazi devet katoličkih crkava. Prema zakonima, ne smiju imati istaknuti križ niti imati zvonik.
U kolovozu 2025. otkriven je na nalazištu Sir Bani Yas blizu Abu Dhabija kameni reljef križa iz 7. stoljeća, koji ukazuje na kršćansku prisutnost.

### Članci
- Zovkić, Mato. 2019. Muslimansko-katolička Deklaracija o ljudskom bratstvu prihvaćena u Abu Dhabiju 4. veljače 2019. Vrhbosnensia. Univerzitet u Sarajevu – Katolički bogoslovni fakultet. Sarajevo. 23 (1): 331–357